# 시계 비행
시계 비행(有視界 飛行方式, 영어: visual flight rules, VFR)은 주변 가시 거리가 넓은 상태에서 조종사가 직접 눈으로 주변 장애물을 인식하여 비행하는 방식이다.

## 같이 보기
- 계기 비행